# Metamorphosis (gra komputerowa)
Metamorphosis – polska przygodowa gra komputerowa z elementami platformowymi wyprodukowana przez studio Ovid Works, wydana przez All in! Games 12 sierpnia 2020. Metamorphosis ukazało się na PC (Steam i GOG), PS4, Xbox One oraz Nintendo Switch. Grę oparto na utworach Franza Kafki Przemiana (1915) i Proces (1925).

## Rozgrywka
Gracz wciela się w postać Gregora, który zmienił się w insekta. Celem rozgrywki jest rozwiązanie tajemnicy przemiany, odzyskanie ludzkiej formy, a jednocześnie uratowanie przyjaciela Gregora, Józefa, który został aresztowany z nieznanych przyczyn. Gracz odkrywa surrealistyczny świat z perspektywy pierwszej osoby, wykonując zagadki logiczne i platformowe. Postać insekta umożliwia m.in. wspinanie się po pionowych powierzchniach.

## Odbiór i wyróżnienia
Gra przed premierą otrzymała takie wyróżnienia jak Indie Showcase Finalist Digital Dragons 2018, Indie Prize Finalist oraz Nordic Game Discovery Finalist.
Metamorphosis spotkało się z mieszanymi reakcjami krytyków, uzyskując według serwisu Metacritic średnią wynoszącą 69/100 na podstawie 13 recenzji. Screen Rant przyznał grze ocenę 3/5.
O grze pisały polskie portale, takie jak Gram.pl i konsolowe.info, a także zagraniczne, m.in. Destructoid, Games Hedge i The Gamer.  Recenzje gry ukazały się w „PSX Extreme”, „CD-Action”, „Polityce” i dzienniku „The Washington Post”.
Kompozytorzy muzyki do gry, Garry Schyman i Mikołaj Stroiński, otrzymali za nią w 2021 nagrodę amerykańskiego Society of Composers & Lyricists (SCL Award) w kategorii Outstanding Original Score for Interactive Media, a także dwie nominacje do Game Audio Network Guild Awards (G.A.N.G. Awards), w kategoriach Music of the Year oraz Best Music for an Indie Game.